# Plumegesta largalis
Plumegesta largalis là một loài bướm đêm trong họ Crambidae.